# Carency
Carency là một xã trong vùng Hauts-de-France, thuộc tỉnh Pas-de-Calais, quận Arras, tổng Vimy. Tọa độ địa lý của xã là 50° 22' vĩ độ bắc, 02° 42' kinh độ đông. Carency nằm trên độ cao trung bình là 111 mét trên mực nước biển, có điểm thấp nhất là 79 mét và điểm cao nhất là 152 mét. Xã có diện tích 8,60 km², dân số vào thời điểm 1999 là 673 người; mật độ dân số là 78 người/km².

## Thông tin nhân khẩu
| 1926 | 1931 | 1936 | 1946 | 1954 | 1962 | 1968 | 1975 | 1982 | 1990 | 1999 |
| ---- | ---- | ---- | ---- | ---- | ---- | ---- | ---- | ---- | ---- | ---- |
| 393  | 417  | 419  | 437  | 491  | 491  | 507  | 525  | 552  | 711  | 673  |